# HMS York (1796)
HMS York (Корабль Его Величества «Йорк») — 64-пушечный линейный корабль третьего ранга. Шестой корабль Королевского флота, названный
HMS York, в честь города Йорк в графстве Северный Йоркшир. Корабль строился для Британской Ост-Индской компании, но был выкуплен Королевским флотом после начала Французских революционных войн. Спущен на воду 24 марта 1796 года на частной верфи Барнарда в Дептфорде.

## Служба
Корабль был введен в эксплуатацию в апреле 1796 года под командованием капитана Джона Ферье, которому было приказано отправляться к Ямайке. Следующие несколько лет корабль провёл, осуществляя блокаду французских колоний в Вест-Индии, в основном Сан-Доминго.
8 февраля 1798 года у мыса Франсуа (ныне Кап-Аитьен), он перехватил американскую шхуну Fancy, водоизмещением 35 тонн, которая шла из Чарлстона к Сент-Томасу. Заметившая британский корабль шхуна попыталась скрыться, и York дал несколько выстрелов, после чего она сдалась. Когда призовая партия поднялась на борт, они обнаружили, что пассажиры вытащили на палубу пять мешков золота и были готовы бросить их за борт. Это, понятно, вызвало подозрения, поэтому Fancy была доставлена в Кабо Моль, где она была принята в качестве приза. Джеймс Айкен, штурман с York, сообщил, что шкипер Fancy рассказал ему о том, что на борту шхуны было 25 000 долларов в золоте, и что большая его часть была отправлена на берег контрабандой.
Корабль вернулся в Англию в середине 1803 года, после чего был отправлен в док в Вулвиче для ремонта. Он отплыл из Вулвича под командованием капитана Генри Митфорда 26 декабря 1803 года для рутинного патрулирования в Северном море, но в январе 1804 он разбился о рифы неподалёку от Арброта и затонул. Весь экипаж корабля, состоящий из 491 матроса и офицера, погиб вместе с кораблем.